# Bula pod Rysami
Die Bula pod Rysami ist ein Berg in der polnischen Hohen Tatra mit einer Höhe von 2054 m n.p.m. unterhalb des Rysy.

## Lage und Umgebung
Unterhalb des Gipfels liegt der Bergsee Czarny Staw pod Rysami im Tal Dolina Rybiego Potoku. 
Nachbargipfel sind der Niżnie Rysy, in dessen Massiv sich der Gipfel befindet, und der Rysy.
Im Gipfel befindet sich die Höhle Szpara pod Rysami.

## Etymologie
Der Name Bula pod Rysami lässt sich als Kuppel unter dem Rysy übersetzen. 

## Tourismus
Die Bula pod Rysami liegt auf dem Wanderweg zum Rysy. Da der Berg einen flachen Gipfel hat, der sich als Landeplatz für Hubschrauber eignet, wird er gerne von der polnischen Bergwacht TOPR genutzt, um auf dem Weg zum Rysy verunglückte Bergsteiger zu bergen.

### Routen zum Gipfel
Über den Gipfel führt ein Wanderweg.
- ▬ Ein rot markierter Wanderweg führt auf von der Schutzhütte Schronisko PTTK nad Morskim Okiem 1410 m n.p.m. am Bergsee Meerauge 1395 m n.p.m. an dessen Uferrand vorbei am Wasserfall Dwoista Siklawa und dann entlang des Gebirgsbachs Czarnostawiański Potok mit den Wasserfällen Czarnostawiańska Siklawa zum Bergsee Czarny Staw pod Rysami 1583 m n.p.m. hinauf. Der Weg führt am Ostufer des Bergsees entlang. Von dort führt der Aufstieg in der Nordwand des Massivs zunächst auf die Bula pod Rysami. Weiter kann man danach in den Karkessel Kocioł pod Rysami und auf einem kettengesicherten Pfad auf den Gipfel des Rysy steigen. Für den Aufstieg von der Schutzhütte am Bergsee Meerauge bis zur Bula pod Rysami braucht man gut drei Stunden, für den Abstieg über zwei Stunden. Der Höhenunterschied beträgt über 600 m vom Bergsee Meerauge und ca. 1.000 m vom Parkplatz am Rand des Tatra-Nationalparks auf der Alm Palenica Białczańska.

## Belege
- Zofia Radwańska-Paryska, Witold Henryk Paryski, Wielka encyklopedia tatrzańska, Poronin, Wyd. Górskie, 2004, ISBN 83-7104-009-1.
- Tatry Wysokie słowackie i polskie. Mapa turystyczna 1:25.000, Warszawa, 2005/06, Polkart ISBN 83-87873-26-8.